# Hărău
Hărău (en hongrois : Haró, en allemand : Haren) est une commune du Județ de Hunedoara en Transylvanie, (Roumanie).